# Glyptoscelis barbata
Glyptoscelis barbata är en skalbaggsart som först beskrevs av Thomas Say 1826.  Glyptoscelis barbata ingår i släktet Glyptoscelis och familjen bladbaggar. Inga underarter finns listade i Catalogue of Life.